# Puisieux-et-Clanlieu
 Puisieux-et-Clanlieu  là một xã ở tỉnh Aisne, vùng Hauts-de-France thuộc miền bắc nước Pháp.